# ТЕС Шубра-ель-Хейма
ТЕС Шубра-ель-Хейма – теплова електростанція в Єгипті, у північній частині агломерації Каїру.
Зведена у 1984-1988 роках, станція складалась із чотирьох класичних конденсаційних блоків з паровими турбінами Westinghouse потужністю по 315 МВт, що робило її найпотужнішою в своєму типі у Єгипті (втім, в кінці 1990-х її практично наздогнала ТЕС Куреймат з показником 1254 МВт).
Також з 1986 року на станції Шубра-ель-Хейма працює газова турбіна Fiat потужністю 35 МВт.
ТЕС передусім використовує природний газ, що надходить до столичного регіону по численним трубопроводам та розподіляється по каїрській агломерації за допомогою Каїрського газопровідного кільця.